# Weberocereus tunilla subsp. biolleyi
A Weberocereus tunilla subsp. biolleyi egy epifita kaktusz, melyet korábban Weberocereus biolleyi néven önálló fajnak tartottak.

## Elterjedése és élőhelye
Costa Rica: Alajuela, Guanacaste, Limón tartományok.

## Jellemzői
Hosszú, karcsú hajtású epifita, a hajtások gyengén 3 bordásak, inkább hengeresek, közel 4–5 mm átmérőjűek, areolá is kicsik, távol helyezkednek el egymástól, 5 tövist viselnek, melyek 3 mm hosszúak, krémszínűek vagy barnásak. Virágai 30–50 mm hosszúak, tölcsér formájúak, rózsaszínűek, a tölcsér 25–40 mm hosszú, zöldes árnyalatú bíboros futtatással, az alsó areolák töviseket és gyapjúszőröket hordoznak. A külső szirmok sárgás rózsaszínűek, a belsők fehéres árnyalatúak, a portokok sárgák, a bibe krémszínű, a lobusai rózsaszínűek. Termése 25 mm hosszú és 22 mm széles, magjai 1,8×2×15 mm nagyságúak, feketék.
A Weberocereus panamensis fajt is ebbe az alfajba vonták össze.